# Pavel Simon
Pavel Simon (* 1975) je český soudce, předseda senátu Nejvyššího soudu se specializací na odpovědnost státu za škodu a nemajetkovou újmu.

## Život
Vystudoval obor právo na Fakultě právnické Západočeské univerzity v Plzni (získal titul JUDr.), část pregraduálního studia strávil ve Spojeném království.
Od roku 2001 byl soudcem Krajského soudu v Plzni, poté působil v letech 2003–2010 jako předseda senátu Okresního soudu v Chebu. Od roku 2010 je pak soudcem Nejvyššího soudu, roku 2013 se stal předsedou senátu se specializací na odpovědnost státu za škodu a nemajetkovou újmu. Současně je soudcem zvláštního senátu zřízeného podle zákona o rozhodování některých kompetenčních sporů.
Od roku 2011 je vládou ČR pravidelně zařazován na seznam soudců Evropského soudu pro lidská práva (ESLP) ad hoc. Jako člen velkého senátu Evropského soudu pro lidská práva rozhodoval ve věcech FU QUAN, s. r. o., proti České republice (č. stížnosti 24827/14) a Grosam proti České republice (č. stížnosti 19750/13). Byl také jedním z trojice soudců, které vláda v červenci 2021 nominovala na místo soudce ESLP. Parlamentní shromáždění Rady Evropy ale z nominovaných vybralo Kateřinu Šimáčkovou.
V roce 2019 byl Pavel Simon vybrán jako první náhradník na pozici soudce Soudního dvora Evropské unie, která připadla Janu M. Passerovi.
Věnuje se i pedagogické činnosti, je lektorem pro oblast odpovědnosti státu za újmu způsobenou při výkonu veřejné moci a evropského civilního procesu. Přednáší na Akademii evropského práva v německém Trevíru či na Justiční akademii.

### Kandidatura na ústavního soudce
Dne 1. září 2023 jej prezident ČR Petr Pavel navrhl Senátu PČR na post soudce Ústavního soudu. Objevilo se však zpochybňování jeho osoby kvůli případu odškodnění chartisty Petra Hanzlíka, který žádal odškodnění od státu za nucenou emigraci po nátlaku komunistické Státní bezpečnosti (StB) při takzvané akci Asanace. Podle soudu, ve kterém byl právě i Simon, byl nárok promlčen. Ústavní soud však shledal, že námitka promlčení, kterou vznesl stát, by se v tomto případě měla být nahlížena jako rozporná s dobrými mravy a disidentu Hanzlíkovi tím otevřel cesta k odškodnění. Další zpochybnění se pak týká rozhodnutí v kauze H-System, resp. Simonově roli při odškodnění poškozených klientů za nepřiměřenou délku trestního řízení vůči pachatelům, v němž klienti vystupovali jako poškození. Část těchto případů dospěla k Nejvyššímu soudu, který však podle Ústavního soudu kompenzoval způsobené škody nedostatečně (šlo o složitou problematiku tzv. sdílené újmy). Simon byl už v té době předsedou senátu Nejvyššího soudu se specializací na odpovědnost státu za škodu a nemajetkovou újmu. Postup posuzování Simonových odborných kvalit ze strany médií a některých senátorů byl ale kritizován Soudcovskou unií i zástupci akademické obce. Sám Simon při slyšení v senátních výborech mj. upozornil, že žádné z připomínaných rozhodnutí nezpracoval jako soudce zpravodaj a že bude třeba si do budoucna vyjasnit, jak posuzovat práci soudce, který spolorozhoduje v soudním senátu.
Dne 11. října 2023 odmítly jeho kandidaturu senátní ústavně-právní výbor (získal jen 3 z 8 hlasů) a výbor pro školství a lidská práva (získal jen 1 z 5 hlasů). Dne 18. října 2023 se v rámci hlasování celého Senátu vyslovilo pro návrh na jeho jmenování pouze 23 senátorů z celkem 73 tajně hlasujících. Pavel Simon se tak ústavním soudcem nestal, jednalo se o prvního nominanta prezidenta Petra Pavla, kterého horní komora parlamentu neschválila.

### Zájmová činnost
S manželskou Alicí se dlouhodobě věnují cvičení čchi-kung stylu „Orel v hnízdě“, které i vyučují. Podle soudce Pavla Vrchy právě chybějící reakce odborné veřejnosti na mimoprofesní činnost Pavla Simona „poodkrývají problémy v české justici“.